# Electrophaes intertexta
Electrophaes intertexta là một loài bướm đêm trong họ Geometridae.